# Richmond Robins
I Richmond Robins sono stati una squadra di hockey su ghiaccio dell'American Hockey League con sede nella città di Richmond, nello stato della Virginia. Nati nel 1971 si sono sciolti nel 1976, e nel corso degli anni sono stati affiliati alla franchigia dei Philadelphia Flyers.

## Storia
Nel 1971 gli As de Québec si trasferirono negli Stati Uniti a Richmond, in Virginia, assumendo il nuovo nome di Richmond Robins. Nel corso della loro esistenza furono il farm team in AHL dei Philadelphia Flyers, franchigia della National Hockey League.
Nelle cinque stagioni disputate giunsero per quattro anni consecutivi ai playoff, perdendo per tre volte il primo turno e arrivando fino alla semifinale della Calder Cup nella stagione 1975-1976, l'ultima disputata prima dello scioglimento della squadra.

### Affiliazioni
Nel corso della loro storia i Richmond Robins sono stati affiliati alle seguenti franchigie della National Hockey League:
- Philadelphia Flyers: (1971-1976)
- Washington Capitals: (1974-1976)

## Record stagione per stagione
| Stagione        | Division | Gare | V  | S  | P  | Punti | GF  | GS  | Piazzamento | Play-off                                                      |
| --------------- | -------- | ---- | -- | -- | -- | ----- | --- | --- | ----------- | ------------------------------------------------------------- |
| Richmond Robins |          |      |    |    |    |       |     |     |             |                                                               |
| 1971-72         | West     | 76   | 29 | 34 | 13 | 71    | 237 | 218 | 5°          |                                                               |
| 1972-73         | West     | 76   | 30 | 36 | 10 | 70    | 272 | 280 | 4°          | perde 1º turno (Cincinnati) 4-0                               |
| 1973-74         | South    | 76   | 22 | 40 | 14 | 58    | 248 | 320 | 4°          | perde 1º turno (Clippers) 4-1                                 |
| 1974-75         | South    | 75   | 29 | 39 | 7  | 65    | 261 | 293 | 2°          | perde 1º turno (Hershey) 4-3                                  |
| 1975-76         | South    | 76   | 29 | 39 | 8  | 66    | 262 | 297 | 2°          | vince 1º turno (New Haven) 3-0 perde semifinali (Hershey) 1-4 |

## Record della franchigia

### Singola stagione
Gol: 48  Danny Schock (1972-73)
Assist: 57  Larry Fullan (1975-76)
Punti: 87  René Drolet (1972-73)
Minuti di penalità: 392  Dave Schultz (1971-72)

### Carriera
Gol: 95  Danny Schock
Assist: 130  René Drolet
Punti: 221  René Drolet
Minuti di penalità: 500  Jack McIlhargey
Partite giocate: 229  Larry Wright